# Famille Herlin
Herlin est une famille finlandaise dont les membres sont les propriétaires principaux de Kone Oyj et de  Cargotec Oyj,.
Selon Markku Kuisma, la famille Herlin est probablement « en termes relatifs et absolus, la famille la plus riche de l'histoire de la Finlande indépendante ». 
Au début 2015, Helsingin Sanomat estime le montant des actions des Herlin dans des sociétés cotées en bourse à environ 6,8 milliards d'euros, soit bien plus que tout autre famille en Finlande et plus que la propriété cumulées des 20 familles qui suivent dans l'ordre des plus riches.

## Membres de la famille

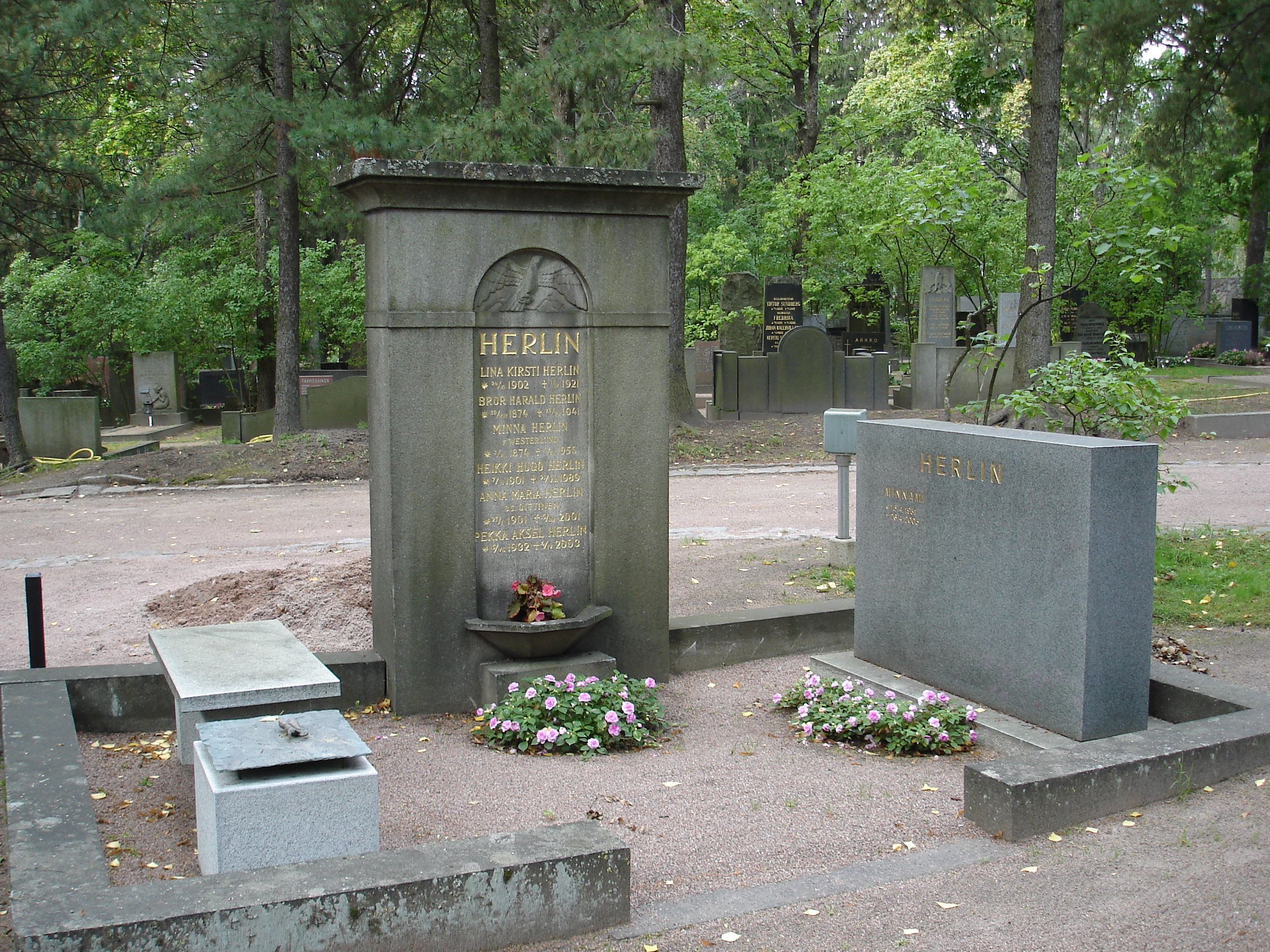
Tombeau de la famille Herlin au cimetière d'Hietaniemi.

- Axel Niklas Herlin (1838–1906), marchand et avocat connu en Finlande comme l'un des premiers socialistes.
- Rafael Herlin (1865–1928), forestier
- Walter Albert Herlin (1871–1921), fonctionnaire et rédacteur en chef
- Harald Herlin, (1874–1941) Fondateur et directeur de Kone Oyj
- Heikki H. Herlin (1901–1989) DG et propriétaire de Kone Oyj
- Pekka Herlin, (1932–2003), PDG, président et propriétaire de Kone Oyj
- Hanna Nurminen (née Herlin en 1955), Présidente de Kone Oyj
- Antti Herlin (1956-), Actionnaire principal de Kone, président du conseil de surveillance
- Ilkka Herlin (1959-), Président du conseil et propriétaire de  Cargotec Oyj
- Niklas Herlin (1963–2017), journaliste et éditeur, propriétaire de  Cargotec Oyj
- Ilona Herlin (1965-), linguiste et propriétaire de  Cargotec Oyj, Kielitieteilijä
- Jussi Herlin (1984-), membre du conseil de Kone Oy